# Zirudella
La zirudella (a volte anche cirudella o zirondella, zirudèla in emiliano e in romagnolo), è un caratteristico componimento dialettale in versi, spesso dal tono umoristico, tipico dell'Emilia-Romagna. È diffuso soprattutto nel Bolognese e nel Forlivese, nonché nel resto della Romagna, ma è parzialmente diffuso anche nel Ferrarese e nel Modenese.

## Metro e forma
La struttura tipica di una zirudella è ben caratterizzata da versi ottonari con rima baciata, suddivisi in quartine. 

Le stesse rime possono ritornare nell'ambito della composizione.
Viene composta in particolari occasioni: sagre paesane, celebrazioni, anniversari (nozze ecc.) ed ha contenuti scherzosi e faceti (in questo senso può essere paragonata agli stornelli).
Il componimento inizia solitamente con la parola zirudèla e si conclude con espressioni ripetitive come toc-e-dâi la zirudèla oppure tic e tac la zirudèla. In origine veniva cantata o declamata con accompagnamento musicale.
In Romagna, la zirudella più famosa è quella del Lunêri di Smémbar, pubblicata ogni anno dal 1845 a Faenza.

## Etimologia
Secondo il musicologo lughese Francesco Balilla Pratella (1880-1955), la zirudella sarebbe una variazione dei motivi popolari circolari (ovvero con ritornelli ripetuti alla fine di ogni strofa) suonati con l'organistrum e poi la ghironda (ad esempio i rondelli ed i rondò). Il termine sarebbe dunque derivato da ghironda (o gironda) e tramutato nel tempo mediante alcune varianti come ad esempio girondella, cirondella, zirondella, zirodella, e infine zirudèla .
A tal riguardo, la definizione di Gaspare Ungarelli, bolognese, è piuttosto chiara:
(Vocabolario del dialetto bolognese)
Altri (Carpani ) ipotizzano più fantasiosamente un'etimologia legata alla ruota della gironda, apostrofata familiarmente Zè Rudella (Zia Rotella), il cui tipico suono meccanico si ricollegherebbe ai "toc" o ai "tic" delle tipiche frasi ripetitive a chiusura delle quartine.

## Storia
Le zirudelle erano inizialmente tramandate oralmente, spesso composte da autori poco istruiti, a volte analfabeti, ma dotati di grande arguzia e senso dell'umorismo.

Le prime tracce di antiche zirudelle in forma scritta risalgono al XVIII secolo, una delle quali addirittura composta dall'erudito cardinale Giuseppe Mezzofanti (1774 - 1849):
(Per un pranzo campagnolo (in dialetto bolognese Pr un dsnèr ed campagna)
Giuseppe Mezzofanti )
A partire dal XIX secolo le zirudelle hanno modificato la loro funzione originaria, perdendo a volte l'accompagnamento musicale e divenendo parte del repertorio di cantastorie e imbonitori di piazza, che regolarmente animavano i mercati di paese. Spesso il loro contenuto era ispirato a fatti e notizie reali.
Una fra le zirudelle più note è Al fatâz di Zardén Margarétta ("Il fattaccio dei giardini Margherita", noto anche come La Flèvia, "La Flavia") .
Si tratta di una zirudella di ignoto autore, dal contenuto decisamente osceno e diffusa per anni in maniera semiclandestina e goliardica per le osterie di Bologna, ispirata ad un presunto caso di stupro, avvenuto nel 1924 ai danni di tale Flavia Saguatti e seguito con dovizia di particolari dal Resto del Carlino fino al processo per oltraggio al pudore.
Per alcuni l'anonimo autore sarebbe il giornalista Cesare Pezzoli , forse lo stesso artefice della zirudella Ricàt ("Ricatto") , un poemetto in forma di zirudella ancora più osceno del precedente.

Le zirudelle vengono pubblicate sin dalla sua fondazione (1845) sul luneri, un calendario diffuso in tutta la Romagna ed ancor oggi molto popolare.

## Noti "zirondellai"
- Giuseppe Ragni: (San Lazzaro di Savena, 1867 - Bologna, 1919)[5] era un venditore ambulante. Scrisse centinaia di zirudelle che usava vendere al pubblico che assisteva divertito alle sue declamazioni. Anche il suo apprendista Oreste Biavati fu un ottimo zirondellaio.
- Cesare Lenzi: (Cento, 1874 - 1932);
- Marino Piazza: (Bazzano, 1909 - Bologna, 1993) [6] venditore e cantastorie ambulante, accompagnava i suoi spettacoli con ocarina e clarinetto. Aveva il vezzo di anteporre il cognome al nome in modo da ottenere la rima "Piazza Marino, poeta e contadino". La sua fama di imbonitore "in rima" gli valse anche la scherzosa qualifica popolare di incanta bess (incanta bisce). Ebbe anche importanti riconoscimenti come l'elezione nel 1970 a "Trovatore d'Italia" [7].

Oggi, nell'ambito della riscoperta e della valorizzazione delle tradizioni dialettali, esistono alcuni concorsi di zirondelle. Noti zirondellai moderni sono Luigi Lepri (Gigén Lîvra), Mario Mandreoli (Pastràn), Federico Berti e tanti altri, fra cui il cantautore dialettale Fausto Carpani.